# احتکار

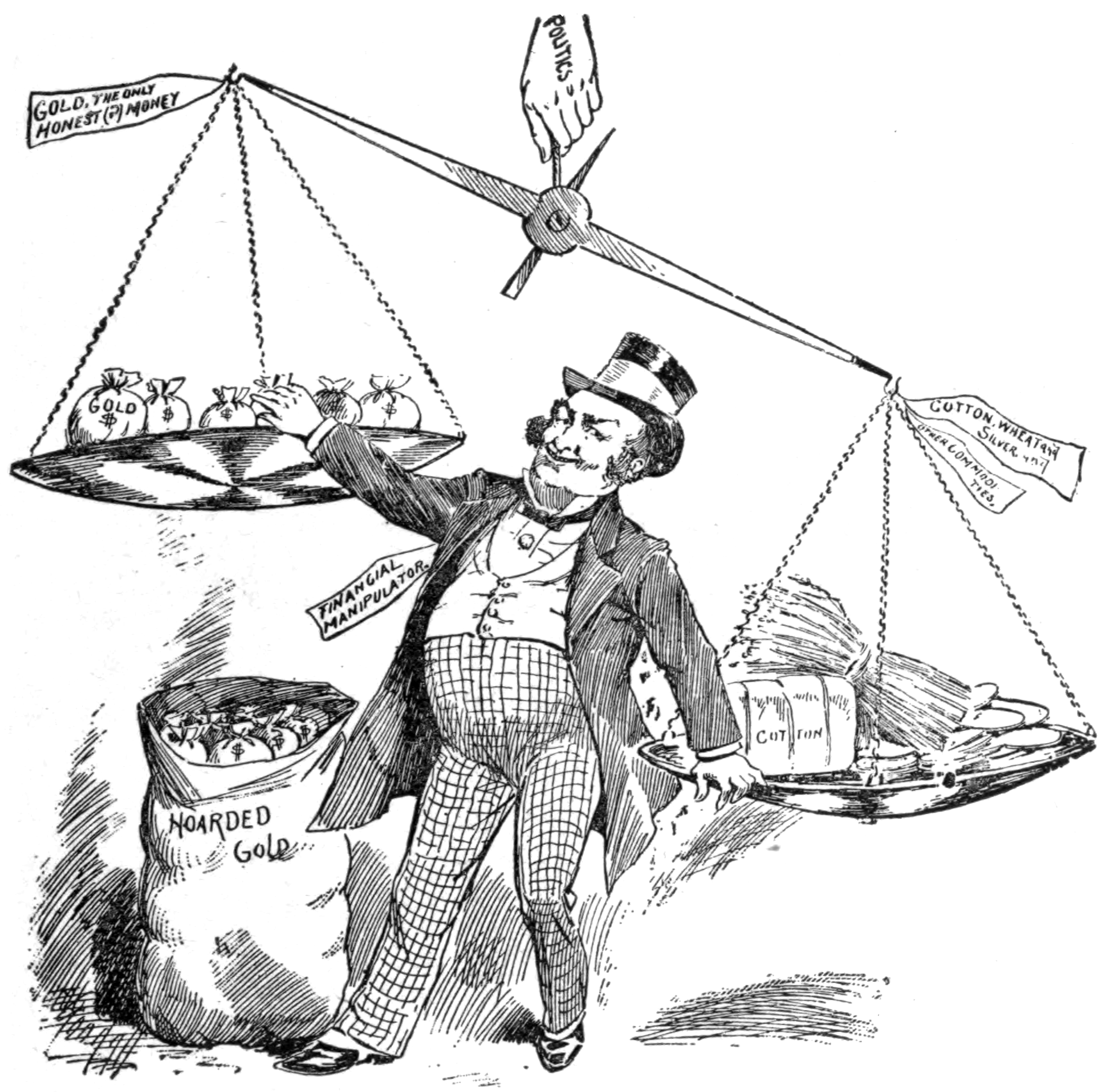
احتکار

### احتکار در علم اقتصاد
احتکار (انگلیسی: Hoarding)، در علم اقتصاد، عمل تحصیل و نگه‌داری منابع کم‌یاب است، با این احتمال که بتوانند برای کسب سود به مشتریان فروخته شوند.

### احتکار در اصطلاح فقه شیعه
اِحتِکار، در اصطلاح فقهی به نگهداری کالای ضروری خاص در صورت کمیاب شدن آن در بازار، با هدف فروختن آن به بهای بیشتر؛ برخی قید خرید را در تعریف احتکار افزوده‌اند و گفته‌اند خرید کالا و خودداری از عرضه آن به بازار، در صورت کمیاب شدن و نیاز مردم به آن، احتکار است. اما برخی دیگر حبس کالا را به صورت مطلق (از هر راهی به دست آورده باشد، مانند زراعت و تجارت) احتکار می‌دانند. و احتکار کننده را محتکر گویند.
به مشهور فقیهان شیعه نسبت داده‌اند که احتکار را حرام و مربوط به کالاهای ضروری، به‌ویژه مواد خوراکی دانسته‌اند (به قول مشهور احتکار تنها در گندم، جو، خرما، کشمش و روغن ثابت است). البته برخی از فقیهان دایره حکم احتکار را گسترش داده و معتقدند احتکار همه کالاهای موردنیاز جامعه را در برمی‌گیرد.
ذخیره کردن مواد غذایی برای خود یا خانواده یا امری دیگر احتکار محسوب نمی‌شود.